# Umeå Hardcore
Umeå Hardcore EP è l'EP  di debutto del gruppo hardcore punk svedese AC4, pubblicato nel 2010 dalla P.Trash Records.

## Tracce
1. I'll survive
2. No more warnings
3. Dead inside
4. Useless alibi
5. Poison in my veins
6. Enough is enough

## Formazione
- Dennis Lyxzén - voce
- Karl Backman - chitarra
- David Sandström - basso
- Jens Nordén - batteria